# استخر تثبیت
استخر تثبیت یک استخر مصنوعی یا طبیعی است که برای تصفیه پساب (فاضلاب) به کار می‌رود. با تابیدن نور خورشید بر این استخر و کنش باکتری‌ها و اکسیژن، اکسایش زیستی رخ داده و ماده آلی از بین می‌روند.

## هزینه‌ها
در انتخاب فرایند تصفیه فاضلاب، علاوه بر جنبه‌های فنی که به هر جایگزین مربوط می‌شود، عوامل مربوط به هزینه این کار نیز نقش بسیار مهمی را به خود اختصاص می‌دهند. این هزینه‌ها را می‌توان به دو بخش بهره‌برداری و نگه‌داری تقسیم نمود. حوضچه‌های تثبیت فاضلاب معمولاً از نظر هزینه‌های ساخت‌وساز جایگزین ارزانی محسوب می‌شوند. با این‌حال این موضوع به هزینه‌های نهایی استخرها، وجود حوضچه‌ها، توپوگرافی، شرایط خاک، سطح آب زیرزمینی و هزینه زمین بستگی دارد.